# په سلس
په سلس (انگلیسی: Pepe Sellés؛ زادهٔ ۲۵ اکتبر ۱۹۹۳) بازیکن فوتبال اهل اسپانیا است.
از باشگاه‌هایی که در آن بازی کرده‌است می‌توان به باشگاه فوتبال هرکولس اشاره کرد.